# مرده (آلبوم آبیچوآری)
مرده (به انگلیسی: Dead) آلبومی از اجراهای زندهٔ گروه دث-متال آمریکایی آبیچوآری است. این آلبوم در ۲۱ آوریل ۱۹۹۸ میلادی منتشر شد. عنوان این آلبوم کنایه‌ای طنز به زنده بودن آن دارد.

## فهرست قطعات
| شماره      | نام                   | آهنگساز                        | مدت   |
| ---------- | --------------------- | ------------------------------ | ----- |
| ۱.         | «بارگیری»             | آبیچوآری                       | ۳:۰۰  |
| ۲.         | «قطعه شده به نصف»     | جی. تاردی/دی. تاردی/تروور پرز  | ۰:۴۶  |
| ۳.         | «پشت و رو شده»        | جی. تاردی/دی. تاردی/تروور پرز  | ۵:۰۳  |
| ۴.         | «آسمان‌های تهدید آمیز» | آبیچوآری                       | ۲:۲۷  |
| ۵.         | «توسط نور»            | آبیچوآری                       | ۳:۰۱  |
| ۶.         | «مردن»                | آبیچوآری/تروور پرز             | ۴:۳۶  |
| ۷.         | «دلیل مرگ»            | تروور پرز/جی. تاردی/ آلن وست   | ۵:۴۳  |
| ۸.         | «من در رنجم»          | تروور پرز/جی. تاردی/ دی. تاردی | ۴:۵۴  |
| ۹.         | «بازپیچی»             | کلاوینجر                       | ۴:۰۳  |
| ۱۰.        | «تا مرگ»              | آبیچوآری/جی. تاردی             | ۴:۲۵  |
| ۱۱.        | «بکش برای من»         | آبیچوآری                       | ۲:۳۴  |
| ۱۲.        | «اهمیت نمی‌دهم»        | آبیچوآری                       | ۳:۰۹  |
| ۱۳.        | «بیماری افلاطونی»     | آبیچوآری                       | ۴:۰۴  |
| ۱۴.        | «بازگشته از مرگ»      | آبیچوآری                       | ۵:۵۵  |
| ۱۵.        | «افکار پایانی»        | آبیچوآری                       | ۴:۰۱  |
| ۱۶.        | «به آرامی می‌پوسیم»    | آبیچوآری/جی. تاردی             | ۵:۰۶  |
| مجموع مدت: | مجموع مدت:            | مجموع مدت:                     | ۶۲:۴۷ |